# 古城乡 (奇台县)
古城乡，是中华人民共和国新疆维吾尔自治区昌吉回族自治州奇台县下辖的一个乡镇级行政单位。

## 行政区划
古城乡下辖以下地区：
古城一村、古城二村、果园一村、果园二村、果园三村、八家户一村、八家户二村、八家户三村、八家户四村、八家户五村、八家户六村和南湖牧业村。